# Siostry Tołmaczowe
Siostry Anastasija i Marija Tołmaczowe (ros. Анастасия и Мария Толмачёвы) (ur. 14 stycznia 1997 w Kursku) – rosyjskie piosenkarki i aktorki.
Zwyciężczynie 4. Konkursu Piosenki Eurowizji Junior (2006), reprezentantki Rosji w 59. Konkursie Piosenki Eurowizji (2014).

## Życiorys
W czerwcu 2006 wygrały finał krajowych eliminacji do 4. Konkursu Piosenki Eurowizji dla Dzieci z utworem „Wiesiennij dżaz”, dzięki czemu zdobyły możliwość reprezentowania Rosji w konkursie organizowanym w Bukareszcie. Pod koniec listopada wygrały finał konkursu po zdobyciu łącznie 154 punktów.

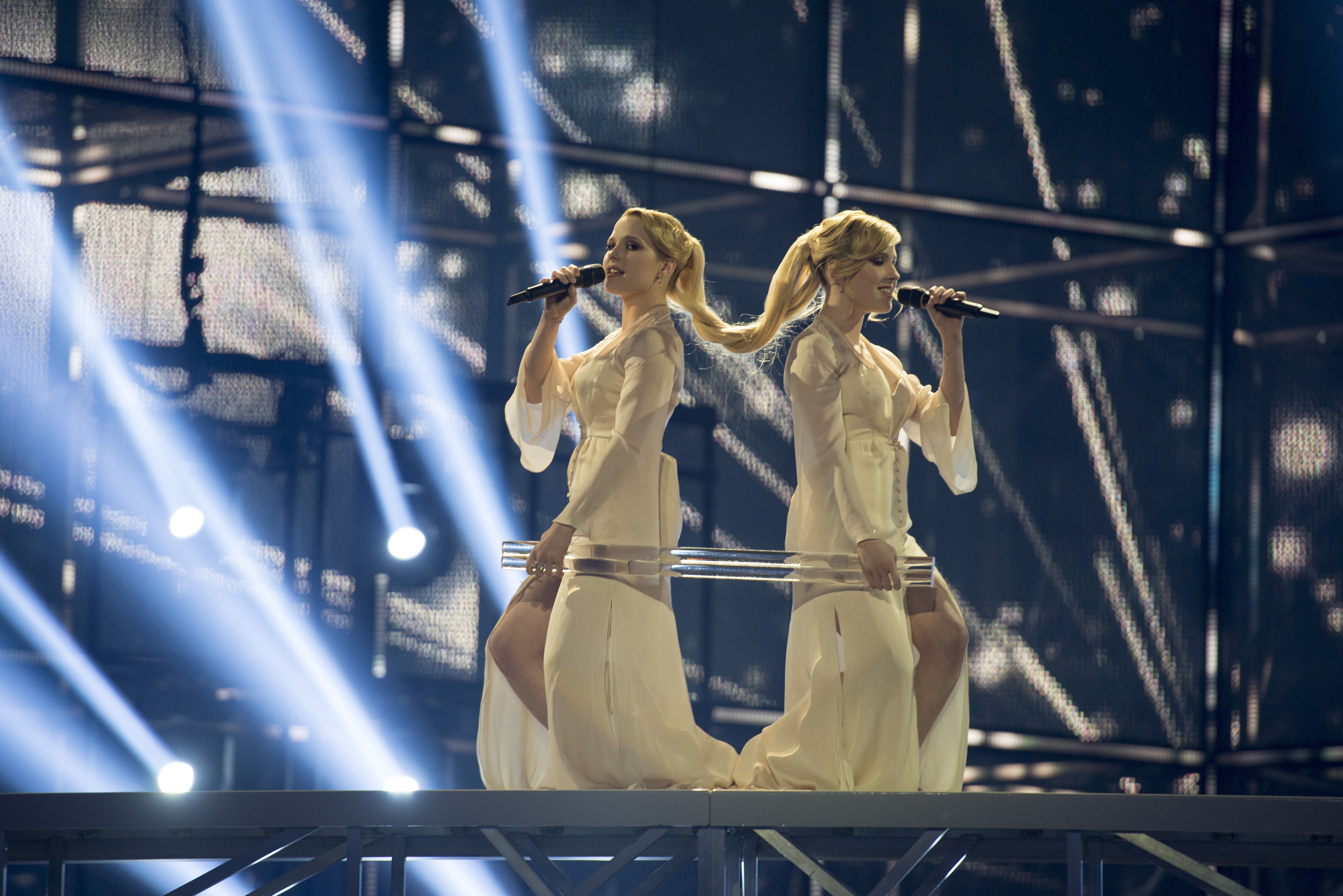
Siostry Tołmaczowe podczas prób do występu w 59. Konkursie Piosenki Eurowizji, maj 2014

W 2007 Pierwyj kanał zrealizował film dokumentalny The Phenomenal Twin Sisters, opowiadający o historii bliźniaczek i ich sukcesie w Konkursie Piosenki Eurowizji dla Dzieci. W tym samym roku ukazał się debiutancki album studyjny duetu, zatytułowany Połowinki. Piosenkarki wystąpiły również podczas noworocznego musicalu telewizyjnego Кrólestwo krzywych luster (ros. Королевство кривых зеркал), śpiewając u boku Ałły Pugaczowej. W listopadzie zaśpiewały gościnnie podczas finału 5. Konkursu Piosenki Eurowizji Junior.
W 2009 wystąpiły podczas otwarcia pierwszego półfinału 54. Konkursu Piosenki Eurowizji w Moskwie. Rok później pojawiły się gościnnie podczas finału 8. Konkursu Piosenki Eurowizji Junior, w trakcie którego zaśpiewały razem z innymi zwycięzcami konkursu.
W 2014 zostały wybrane wewnętrznie przez Pierwyj kanał na reprezentantki Rosji z piosenką „Shine” w 59. Konkursie Piosenki Eurowizji organizowanym w Kopenhadze. 6 maja wystąpiły jako siódme w kolejności w pierwszym półfinale konkursu i zakwalifikowały się do finału rozgrywanego 10 maja. Zajęły w nim siódme miejsce z 89 punktami na koncie.

## Dyskografia

### Albumy studyjne
- Połowinki (2007)